# Sphinx borealis
Sphinx borealis är en fjärilsart som beskrevs av Clark 1920. Sphinx borealis ingår i släktet Sphinx och familjen svärmare. Inga underarter finns listade i Catalogue of Life.